# Giuseppe Pizzardo
Giuseppe Pizzardo (13 de julho de 1877 - 1 de agosto de 1970) foi um cardeal italiano da Igreja Católica que serviu como prefeito da Congregação para os Seminários e Universidades de 1939 a 1968, e secretário do Santo Ofício de 1951 a 1959. Pizzardo foi elevado ao cardinalato em 1937.

## Biografia
Nascido em Savona, filho de Francesco Pizzardo, secretário da Câmara de Comércio de Savona, e Carmelita Manara; ele tinha três irmãs. Pizzardo estudou em sua cidade natal, depois cursou direito na Universidade de Gênova e esteve envolvido na Ação Católica. Depois, estudou no Seminário de Savona, na Pontifícia Universidade Gregoriana, no Pontifical Athenaeum S. Apollinare, e na Pontifícia Academia Eclesiástica, antes de ser ordenado sacerdote em 19 de setembro de 1903, em Roma.
De 1908 a 1909, ele fez trabalho pastoral em Roma e serviu na Secretaria de Estado do Vaticano. Foi nomeado secretário da nunciatura à Baviera e camareiro privado de Sua Santidade, em 7 de junho de 1909. Minutante na Secretaria de Estado (1912-1920). Reconduzido camareiro particular de Sua Santidade, 7 de setembro de 1914. Na Congregação para os Assuntos Eclesiais Extraordinários, foi nomeado subsecretário (1920), substituto (1921) e secretário (1929). Prelado doméstico de Sua Santidade, 4 de maio de 1921. Protonotário apostólico, 11 de janeiro de 1927.
Monsenhor Pizzardo foi nomeado pelo papa Pio XI como arcebispo titular de Cyrrhus em 28 de março de 1930 e em 22 de abril, transferido para sé titular de Niceia. Recebeu sua consagração episcopal no dia 27 de abril do mesmo ano de Eugenio Cardeal Pacelli, na basílica patriarcal do Vaticano, com os arcebispos Giuseppe Palica e Francesco Marchetti-Selvaggiani servindo como co-consagradores.
Foi nomeado presidente da Pontifícia Comissão para a Rússia em 21 de dezembro de 1934 e assistente no Trono Papal em 19 de janeiro de 1936. Enviado papal à coroação do rei Jorge VI do Reino Unido, 12 de maio de 1937.
Pizzardo foi criado Cardeal-Presbítero de Santa Maria na Via Lata, diaconado elevado pro illa vice a título, por Pio XI no consistório de 13 de dezembro de 1937. Foi Prefeito da Congregação para os Seminários e Universidades de 14 de março de 1939 até sua renúncia em 13 de janeiro de 1968. Protetor do Pontifício Colégio Norte-Americano, Roma, 1948-1970.
Optou pela ordem dos cardeais-bispos e a sé de Albano em 21 de junho de 1948. Ele foi nomeado Secretário do Santo Ofício em 16 de fevereiro de 1951 pelo Papa Pio XII, até a renúncia em 12 de outubro de 1959. Camerlengo do Sagrado Colégio dos Cardeais em dois períodos: 16 de janeiro de 1961 a 19 de março de 1962; 1966 a 19 de março de 1967. Também participou do Concílio Vaticano II (1962-1965) e da Primeira Assembleia Ordinária do Sínodo dos Bispos, Cidade do Vaticano (1967). Renunciou a bispo de Albano em 17 de novembro de 1966.
Cardeal Pizzardo se aposentou como Prefeito Emérito da Congregação dos Seminários e Universidades e faleceu aos 93 anos. Foi enterrado originalmente na cripta da igreja de S. Giuseppe in Frattocchie em Roma.

## Outras funções e posições
Ele também esteve envolvido na Azione Cattolica, servindo em seu Comitê Central como Assistente Eclesiástico em 1923 e Presidente em 1938.
Nomeado vice-decano do Colégio dos Cardeais em 29 de março de 1965, o Cardeal Pizzardo foi um dos cardeais eleitores nos conclaves de 1939, 1958 e 1963.
Ele era conhecido como patrono e mentor de Giovanni Battista Montini, o futuro papa Paulo VI, que teria votado em Pizzardo no conclave papal de 1963. Embora se tenham tornado mais distantes à medida que Montini subiu ao poder, a última viagem do Papa Paulo, longe da sua residência de verão, antes da sua morte, em agosto de 1978, foi a uma missa em memória do aniversário da morte de Pizzardo.
Pizzardo era considerado um clérigo altamente conservador. Ele se opôs ao movimento francês de Padres operários, e a participação católica no grupo protestante da Guerra Fria, Moral Re-Armament.
Arquivos abertos ao público em 2024 mostram que Pizzardo defendeu Marcial Maciel, um padre conhecido no Vaticano como viciado em drogas e abusador sexual, de uma medida escrita por Giovanni Battista Scapinelli. Memorandos mostram que a medida originalmente exigia que Maciel cessasse qualquer contato com seus alunos ou fosse suspenso a divinis. A medida foi editada para remover a proibição de contato com seminaristas, e documentos posteriores dizem que outras ações contra Maciel não poderiam prosseguir devido a "recomendações e intervenções de personalidades de alto escalão".